# Konstantin Yankauskas
Konstantin Stasisovich Jankauskas (nome verdadeiro Konstantinas; lit. Konstantinas Jankauskas; nascido em 28 de setembro de 1986, Moscou) é um estadista russo, figura pública e política. Pesquisador do Instituto de Problemas de Mercado da Academia Russa de Ciências.
Em 2008, formou-se no Departamento de Ciência Política da Faculdade de Filosofia da Universidade Estadual de Moscou.
Desde 2008, ele trabalha no Instituto de Problemas de Mercado da Academia Russa de Ciências e pesquisa a regulação estatal da economia. Membro da comissão organizadora do Partido 5 de Dezembro e do conselho político federal do movimento Solidariedade.
Deputado da assembleia municipal do distrito de Zyuzino, em Moscovo, desde 2012. Foi reeleito para o parlamento municipal em 2017.